# Veleučilište
Veleučilište (engl. University of applied sciences, njem. Fachhochschule) je visoko učilište u statusu ustanove koja se osniva radi obavljanja djelatnosti visokog obrazovanja putem organizacije i izvođenja stručnih studija te mogu obavljati stručnu, znanstvenu i umjetničku djelatnost.

U Hrvatskoj trenutno djeluju 15 veleučilišta, od kojih je jedno privatno.

## Zakonodavni okvir osnivanja veleučilišta
Hrvatski Zakon o znanstvenoj djelatnosti i visokog obrazovanja definira veleučilište kao ustanovu koje ustrojavaju i izvodi stručne studije te obavlja djelatnost visokog obrazovanja. Veleučilište je visoka škola koja izvodi barem tri različita studija iz barem tri različita znanstvenih polja.
 
Veleučilište ne može imati visoke škole kao sastavnice. Statutom veleučilišta i visoke škole uređuju se pitanja unutarnjeg ustroja, upravljanja i odlučivanja. Statut veleučilišta donosi upravno vijeće na prijedlog stručnog vijeća, a potvrđuje ga osnivač.

## Veleučilišta u Hrvatskoj
Javna veleučilišta su uglavnom ustrojena u županijskim središtima i najčešće izvode stručne studije iz tehničkih i društvenih znanosti.

### Javna veleučilišta
1. Veleučilište Hrvatsko zagorje Krapina
2. Veleučilište u Karlovcu
3. Veleučilište „Marko Marulić“ u Kninu
4. Veleučilište u Požegi
5. Veleučilište u Rijeci
6. Veleučilište u Šibeniku
7. Tehničko veleučilište u Zagrebu
8. Veleučilište u Varaždinu
9. Veleučilište „Lavoslav Ružička“ u Vukovaru
10. Zdravstveno veleučilište u Zagrebu
11. Veleučilište „Nikola Tesla“ u Gospiću
12. Veleučilište u Slavonskom Brodu
13. Veleučilište Velika Gorica
14. Međimursko veleučilište u Čakovcu
15. Veleučilište Baltazar Zaprešić

### Privatna veleučilišta
Jedino privatno veleučilište je Veleučilište VERN' u Zagrebu.

### Bivša veleučilišta
Društveno veleučilište u Zagrebu bilo je od 1998. do 2011. samostalno visoko učilište sa sjedištem u Gundulićevoj ulici, a pripojeno je Sveučilištu u Zagrebu.

Veleučilište u Varaždinu spojilo se 2014. s Medijskim sveučilištem u Koprivnici osnivanjem regionalnog Sveučilišta Sjever, čiji su osnivači gradovi Koprivnica i Varaždin.

## Vijeće veleučilišta i visokih škola
Veleučilišta zajedno sa samostalnim visokim školama članice su Vijeća veleučilišta i visokih škola, čiji su predstavnici dekani. Vijeće djeluje u sklopu Agencije za znanost i visoko obrazovanje, ali ima autonomni status.

## Poveznice
- Visoko učilište
- Visoko obrazovanje
- Sveučilište
- Vijeće veleučilišta i visokih škola
- Agencija za znanost i visoko obrazovanje

## Vanjske poveznice
- Veleučilišta u Republici Hrvatskoj  Arhivirana inačica izvorne stranice od 19. kolovoza 2014. (Wayback Machine), popis članica na mrežnoj stranici AZVO-a (Pristupljeno 16. kolovoza 2014.).